# Tricyphona johnsoni
Tricyphona johnsoni är en tvåvingeart som beskrevs av Alexander 1930. Tricyphona johnsoni ingår i släktet Tricyphona och familjen hårögonharkrankar. Inga underarter finns listade i Catalogue of Life.